# Yademe (Cameroun)
Yademe est un village camerounais situé dans le département de Lom-et-Djérem dans la région de l'Est. Plus précisément, il se trouve dans l'arrondissement de Bertoua II et le quartier de Bertoua-ville.

## Population
En 2005, le village de Yademe comptait 3 116 habitants dont 1 624 hommes et 1 492 femmes.